# In Japan!
In Japan! (conosciuto anche come The Jackson 5 in Japan e Michael Jackson with the Jackson 5 Live) è il primo album dal vivo (il secondo se si include anche la colonna sonora televisiva Goin' Back to Indiana) del gruppo musicale statunitense The Jackson 5, registrato il 30 aprile 1973 durante il concerto al Koseinenkin Hall di Osaka, Giappone. 
Fu inizialmente pubblicato solo in Giappone nel 1973, poi riedito nel 1988 nel Regno Unito e in Europa e, infine, nel 2004 sul mercato statunitense in un numero limitato di copie dall'etichetta discografica Hip-O Select.

## Descrizione

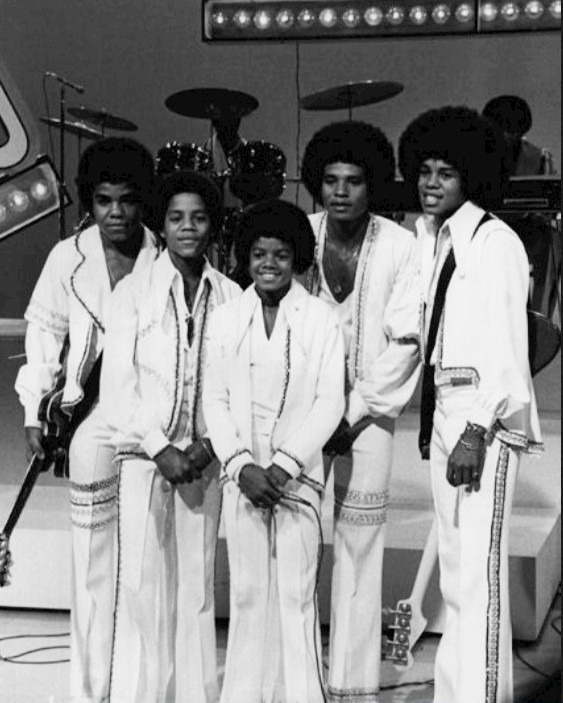
I Jackson 5 nel 1972 con Michael Jackson (14enne) al centro.

Nel 1973, i Jackson 5 erano all'apice del loro successo negli Stati Uniti e cominciavano ad essere conosciuti e a macinare successi anche all'estero, in particolare in Giappone e in Europa, vendendo milioni di dischi e tenendo esibizioni in programmi televisivi musicali di successo dell'epoca e realizzando concerti e tour sold-out. Quest'album presenta la registrazione completa di uno dei concerti del loro primo tour mondiale, il The Jackson 5 World Tour, partito il 2 marzo 1973 e conclusosi nel dicembre del 1975, dove il gruppo esegue molti dei loro singoli di successo, oltre a 3 successi da solista di Michael Jackson e 2 di Jermaine Jackson. Dato che aveva compiuto 14 anni ormai da otto mesi, la voce di Michael stava cambiando a causa dell'adolescenza e il frontman dei J5 non riusciva più, pertanto, a raggiungere le note più alte come era solito fare da bambino, così la tonalità venne cambiata in molte canzoni in modo che il giovane cantante non dovesse sforzare troppo le corde vocali per tentare di raggiungere le note più alte. Le prime fasi del cambiamento vocale di Michael possono essere ascoltate anche nel secondo disco dell'album Live at the Forum registrato nel 1972 e pubblicato nel 2010.

## Tracce
1. Introduction/We're Gonna Have a Good Time – 3:41
2. Lookin' Through the Windows – 4:30 (Clifton Davis)
3. Got to Be There – 3:11 (Elliot Willensky)
4. Medley: I Want You Back/ABC/The Love You Save – 3:03 (The Corporation)
5. Daddy's Home – 5:27 (James Sheppard, William Miller)
6. Superstition (reinterpretazione dell'omonimo brano di Stevie Wonder) – 3:20 (Stevie Wonder)
7. Ben – 3:00 (Donald Black, Walter Scharf)
8. Papa Was a Rollin' Stone (reinterpretazione dell'omonimo brano dei Temptations) – 5:30 (Barrett Strong, Norman Whitfield)
9. That's How Love Goes – 3:23 (D. Jones, Johnny Bristol, Wade Bowen)
10. Never Can Say Goodbye – 2:24 (Clifton Davis)
11. Ain't That Peculiar (reinterpretazione dell'omonimo brano di Marvin Gaye) – 5:31 (Marvin Tarplin, Robert Rogers, Smokey Robinson, Warren "Pete" Moore)
12. I Wanna Be Where You Are – 6:30 (Leon Ware, T-Boy Ross)

## Formazione
- Michael Jackson: voce
- Jermaine Jackson: voce, basso
- Tito Jackson: cori, chitarra
- Jackie Jackson: cori, tamburello
- Marlon Jackson: cori